# Chakou
Chakou (kinesiska: 岔口) är en köping i östra Kina. Den ligger i She härad i staden Huangshan i provinsen Anhui, omkring 260 kilometer sydost om provinshuvudstaden Hefei. Antalet invånare är 13 980. Befolkningen består av 6 895 kvinnor och 7 085 män. Barn under 15 år utgör 12,0 %, vuxna 15-64 år 75 %, och äldre över 65 år 12,0 %.